# Jadwiga Chądzyńska
Jadwiga Chądzyńska (ur. 1937, zm. 5 grudnia 2017) – polska tenisistka stołowa.

## Życiorys
W latach 50, 60 i 70. XX wieku należała do czołowych tenisistek stołowych na Dolnym Śląsku. Jako zawodniczka reprezentowała barwy Ślęzy Wrocław i PKS Odra Wrocław. Była wielokrotną medalistką mistrzostw województwa wrocławskiego. W 1969 wraz z Ireną Gaber została brązową medalistką mistrzostw Polski w deblu, w 1974 ponownie zdobyła brązowy medal mistrzostw Polski w deblu, tym razem w parze z Danutą Manią, a w 1977 została z nią srebrną medalistką mistrzostw Polski w deblu. W tym samym roku  zdobyła, w barwach PKS Odra Wrocław, drużynowe wicemistrzostwo Polski. W ostatnim okresie życia mieszkała w Niemczech, gdzie zmarła 5 grudnia 2017.